# Emmanuel Terray
 (janvier 2021).
Pour les articles homonymes, voir Terray.
Emmanuel Terray, né le 31 janvier 1935 à Paris et mort le 25 mars 2024 à Chatou, est un anthropologue et militant politique français.

## Biographie
Ancien élève de l'École normale supérieure (de 1957 à 1961), agrégé de philosophie, Emmanuel Terray s'oriente rapidement vers l'anthropologie après avoir découvert les « structures élémentaires de la parenté » de Claude Lévi-Strauss et rencontré Georges Balandier, dont l'« anthropologie dynamique », ancrée dans l'histoire et le politique, l'a séduit. Nommé en 1964 assistant à l'Institut d'ethnologie de l'université d'Abidjan par le ministère de la Coopération, il soutient une thèse sous la direction de Paul Mercier, consacrée à l'ethnosociologie des Didas de Côte d'Ivoire, qui constituent son premier terrain d'ethnologue.
Il cherche alors à constituer une anthropologie politique qui puisse s'inscrire dans le projet marxiste de Louis Althusser. Installé depuis quelques années à Abidjan, où il deviendra doyen de l'université, il doit revenir à Paris après les événements de Mai 68, pour lesquels il avait affiché trop de sympathie pour le pouvoir ivoirien. Militant maoïste au PSU, qu'il quitte en 1972, il intègre alors la nouvelle équipe de l'Université de Vincennes. Il soutient en 1984 son doctorat d'État sous le patronage de Georges Balandier avec une thèse sur le royaume Abron du Gyaman (publiée en 1995), et est élu directeur d'étude à l'EHESS.
Emmanuel Terray meurt le 25 mars 2024 à l'âge de 89 ans.

### Engagements et prises de position
En plus de son œuvre anthropologique et ethnographique (en grande partie publiée sous forme d'articles dans des revues spécialisées, L'Homme, Cahiers d'études africaines, Annales ESC, Critique, etc.), Emmanuel Terray a signé une série d'essais plus personnels à partir de la fin des années 1980. Il s'y confronte non seulement à sa propre histoire et à sa formation philosophique et politique, mais aux problèmes sociaux que génèrent nos sociétés contemporaines, en particulier la question des travailleurs « sans papiers », pour la cause desquels et auprès de qui il observe une longue grève de la faim à l'été 1998.
Dans son essai, Penser à droite (2012), Emmanuel Terray définit la pensée de droite par les fondamentaux que sont « l’ordre, la hiérarchie, l’autorité ». Avançant que « les valeurs de la droite classique et celles des tenants du libéralisme économique s’opposent presque terme à terme », que « l’individualisme libéral favorise l’instabilité, le bouleversement permanent, la compétition à tous crins et la mise en cause des positions acquises », ces deux pensées resteraient paradoxalement néanmoins communes par leur volonté de maintenir « l’ordre existant ». Décrivant François Hollande comme un homme « qui subit très fort l’hégémonie de la droite », il affirme que Jean-Luc Mélenchon et le Front de Gauche seraient « les porteurs des valeurs de la gauche classique ». Il se dit « persuadé » d'une renaissance du communisme, « volonté d’une société juste, fraternelle et égalitaire ».

## Ouvrages
- L'Organisation sociale des Dida de Côte d'Ivoire. Essai sur un village dida de la région de Lakota, Abidjan, Annales de l'Université d'Abidjan, tome 1, 1969.
- Le Marxisme devant les sociétés « primitives ». Deux études, Paris, Éditions Maspero, 1969 (coll. « Théorie »).
- (éd. avec Jean Bazin), Guerres de lignages et guerres d'États en Afrique, Paris, Éditions des Archives contemporaines, 1982.
- Lettres à la fugitive, Paris, Éditions Odile Jacob, 1988.
- La Politique dans la caverne, Paris, Le Seuil, 1990.
- Le Troisième jour du communisme, Arles, Actes Sud, 1992.
- Une histoire du royaume Abron du Gyaman, des origines à la conquête coloniale, Paris, Éditions Karthala, 1995.
- Une passion allemande. Luther, Kant, Schiller, Hölderlin, Kleist, Paris, Le Seuil, 1994.
- Ombres berlinoises. Voyage à travers une autre Allemagne, Paris, Odile Jacob, 1996.
- Clausewitz, Paris, Fayard, 1999.
- (éd. avec Jean-Luc Jamard et Margarita Xanthakou), En substances. Textes pour Françoise Héritier, Paris, Fayard, 2000.
- Traversées. Livres, actions, voyages, Bruxelles, Labor, 2005 - Un livre d'entretiens avec un cadet, l'anthropologue Jean-Paul Colleyn.
- Face aux abus de mémoire, Arles, Actes Sud, 2006.
- Immigration : fantasmes et réalités, avec Claire Rodier, Paris, Éd. La Découverte, 2008 (coll. « Sur le vif »).
- Combats avec Méduse, Paris, Éditions Galilée, 2011[7].
- Penser à droite, Paris, Éditions Galilée, 2012

### Chapitre
- Le Grand Atlas des Religions (Encyclopaedia Universalis 1990), chapitre « Organisation, règles et Pouvoirs », article concernant « L'Afrique noire », p. 248-249

## Filmographie
- 2007 : Réfutations, à l'occasion de la présidentielle 2007, de Thomas Lacoste
- 2010 : Ulysse clandestin, de Thomas Lacoste
- 2012 : Penser Critique, kit de survie éthique et politique pour situations de crise(s) réunissant 47 films (24 h) de Thomas Lacoste
- 2014 :  Dans la collection "l'ethnologie en héritage", grand entretien avec Alain Morel, un film de Gilles Le Mao. 3h. Une production La Huit avec le soutien du Ministère de la Culture -  direction générale des patrimoines. Diffusion La Huit - Bérose.